# HMS Uddevalla (K36)
HMS Uddevalla (K36) var en planerad korvett av Visby-klassen med smygteknik, vilken är en fartygsklass som utvecklats av Försvarets materielverk (FMV) och tillverkas av Kockums.

## Bakgrund
HMS Uddevalla ingick i den beställning som FMV gjorde 1995 på sex fartyg i Visbyklassen. År 2001 avbeställdes dock fartyget på politisk nivå, detta i syfte att minska fartygsserien med ett fartyg, för att tillmötesgå Kockums ägare. Totalt kom endast fem fartyg att byggas.
Det första fartyget som levererades ur fartygsserien var HMS Visby (K31), vilken mottogs av Svenska flottan tillsammans med systerfartyget HMS Nyköping (K34) den 17 december 2012.